# طواف إيطاليا 1996
طواف إيطاليا 1996 هو سباق دراجات هوائية أقيم في إيطاليا بتاريخ مايو 18 — يونيو 9، تكون السباق من 22 مرحلة وامتدّ لمسافة 3990 كم بسرعة 37.875 كم/س، استغرق السباق 105 ساعة 20 دقيقة 23 ثانية. فاز به الروسي بافل تونكوف.

## روابط خارجية
- طواف إيطاليا 1996 على موقع إحصائيات الدراجات الإحترافية (الإنجليزية)